# Ridderorden in Panama
De Panamese regering stichtte sinds de onafhankelijkheid in 1903 drie ridderorden.
- De Orde van Manuel Amador Guerrero 1953
- De Orde van Vasco Nunez de Balboa (Orden de Vasco Nuñez de Balboa) 1941
- De Orde van de Grijze Valk